# Emanuel Rego
Emanuel Fernando Scheffer Rego (Curitiba, 15 april 1973), spelersnaam Emanuel, is een voormalig Braziliaans beachvolleyballer. Hij nam vijfmaal deel aan de Olympische Spelen en werd met Ricardo Santos in 2004 olympisch kampioen. In 2008 en 2012 won hij respectievelijk de bronzen en zilveren medaille. Daarnaast is hij drievoudig wereldkampioen en tienvoudig winnaar van het eindklassement van de FIVB World Tour.

## Carrière

### 1993 tot en met 1997
Emanuel begon zijn carrière in de zaal en maakte in 1991 de overstap naar het beachvolleybal. In 1994 speelde hij zijn eerste toernooien in de World Tour met Aloizio Claudino, waaronder de Goodwill Games in Sint-Petersburg waar het duo als vijfde eindigde. Het jaar daarop vormde Emanuel een team met Zé Marco. In het seizoen 1994/95 werd het duo nog tweede in Rio de Janeiro en 1995/96 eindigde het tweetal bij twaalf van de vijftien toernooien op het podium met overwinningen in Marseille, Oostende, Tenerife, Bali en Kaapstad. In 1996 wonnen ze in Marbella, Pornichet, Lignano, Tenerife en Carolina en behaalden ze podiumplaatsen bij vier van de acht overige FIVB-toernooien, waarna ze het seizoen als winnaars van de World Tour afsloten. Bij de Olympische Spelen in Atlanta werden Emanuel en Zé Marco in de derde ronde uitgeschakeld door het Amerikaanse duo Mike Whitmarsh en Michael Dodd, waarna ze in de herkansingsronde van de Portugezen João Brenha en Miguel Maia verloren en als negende eindigden.
Het daaropvolgende jaar werd het duo vijfmaal eerste (Rio de Janeiro, Berlijn, Klagenfurt, Oostende en Fortaleza), tweemaal tweede (Lignano en Marseille) en tweemaal derde (Alanya en Tenerife). Bij de eerste officiële wereldkampioenschappen beachvolleybal in Los Angeles eindigden Emanuel en Zé Marco als vijfde nadat ze in de kwartfinale verloren hadden van de Amerikanen Withmarsh en Canyon Ceman. Desalniettemin won het tweetal opnieuw het eindklassement van de World Tour.

### 1998 tot en met 2002
Van 1998 tot en met 2000 speelde Emanuel samen met José Loiola. Het eerste jaar begonnen ze met twee tweede en twee derde plaatsen. Na een negende plaats in Marseille volgde een reeks van vier overwinningen in Klagenfurt, Espinho, Tenerife en Alanya, waarna ze het jaar afsloten met een vijfde plaats in Vitória. In 1999 won het duo de wereldtitel in Marseille door in de finale de Zwitserse broers Martin en Paul Laciga te verslaan. Mede dankzij deze overwinning en die bij zes andere toernooien (Mar del Plata, Stavanger, Lignano, Klagenfurt, Espinho en Oostende) behaalden Emanuel en Loiola de eindzege in de World Tour. In 2000 won het tweetal viermaal (Toronto, Chicago, Klagenfurt en Oostende) en haalde het viermaal het podium. Bij de Olympische Spelen in Sydney kwamen ze niet verder dan de negende plaats nadat ze in de achtste finale waren uitgeschakeld door de Spanjaarden Javier Bosma en Fabio Díez.
Na de Spelen vormde Emanuel tot en met 2002 een duo met Tande Ramos. In het seizoen van 2001 eindigden ze bij alle reguliere FIVB-toernooien waar ze aan deelnemen in de top drie, met overwinningen in Tenerife, Stavanger, Oostende, Mallorca en Vitória. Ondanks een vijfde plaats bij de WK in Klagenfurt na uitschakeling in de kwartfinale door hun landgenoten Ricardo en Loiola sloten Emanuel en Tande het jaar af als winnaar van de World Tour. Dat jaar deed Emanuel met Rogério Ferreira mee aan de Goodwill Games in Brisbane, waar het tweetal zesde werd. In 2002 speelde hij nog zeven toernooien met Tande en behaalde onder andere een eerste plaats in Stavanger en twee derde plaatsen in Marseille en Cádiz.

### 2003 tot en met 2009
Vervolgens wisselde Emanuel van partner naar Ricardo Santos met wie hij in 2002 nog twee toernooien afwerkte en met wie hij tot en met 2009 mee zou spelen. Ze vingen 2003 aan met twee negende plaats en een derde plaats in Berlijn. Daarna volgden drie zeges in Stavanger, Marseille en Espinho, twee vijfde plaatsen en een overwinning in Los Angeles. Het duo had zich als eerste geplaatst voor de WK in eigen land en werd in Rio de Janeiro wereldkampioen ten koste van de Amerikanen Dax Holdren en Stein Metzger. Emanuel en Ricardo wonnen in 2003 eveneens de eerste van vijf opeenvolgende eindzeges in de World Tour. Het jaar daarop behaalde het duo zes overwinningen (Salvador, Budva, Espinho, Stavanger, Stare Jabłonki en Klagenfurt) en drie podiumplaatsen in twaalf toernooien. In Athene werden Emanuel en Ricardo olympisch kampioen door in de finale het Spaanse duo Bosma en Pablo Herrera Allepuz te verslaan.
In 2005 verloren ze bij de WK in Berlijn hun eerste wedstrijd van het Nederlandse duo Emiel Boersma en Richard de Kogel, waarna ze in de derde herkansingsronde uitgeschakeld werden door het Noorse duo Iver Andreas Horrem en Bård Inge Pettersen en als zeventiende eindigden. In de World Tour namen Emanuel en Ricardo verder aan veertien toernooien deel, waarvan ze er zes wonnen (Gstaad, Stavanger, Sint-Petersburg, Athene, Salvador en Acapulco) en bij vijf op het podium eindigden. Het daaropvolgende jaar behaalde het duo vijf overwinningen (Zagreb, Gstaad, Stavanger, Marseille en Stare Jabłonki) en zes podiumplaatsen in veertien wedstrijden.
Emanuel en Ricardo wonnen in 2007 hun laatste gezamenlijke World Tour-eindzege met zeven overwinningen (Espinho, Parijs, Montréal, Klagenfurt, Kristiansand, Stare Jabłonki en Fortaleza) uit veertien toernooien en een tweede plaats in Roseto degli Abruzzi. Bovendien won het tweetal het goud bij de Pan-Amerikaanse Spelen in Rio de Janeiro ten koste van de Amerikanen Ty Loomis en Hans Stolfus. Bij de WK in Gstaad eindigden ze als vierde, nadat ze de troostfinale van het Australische duo Andrew Schacht en Joshua Slack hadden verloren. Het jaar daarop won het duo in Stare Jabłonki en Berlijn en eindigde het als derde in Praag, Barcelona en Klagenfurt. Daarnaast wonnen Emanuel en Ricardo de bronzen medaille bij de Olympische Spelen in Peking ten koste van de tot-Georgiërs-genaturaliseerde Brazilianen Renato Gomes en Jorge Terceiro. In 2009 speelde het tweetal acht toernooien inclusief de WK in Stavanger. Ze wonnen in Brasilia, werden tweede in Gstaad en Moskou en eindigden als vijfde bij de WK na de kwartfinale van de latere Duitse kampioenen Julius Brink en Jonas Reckermann verloren te hebben.

### 2010 tot en met 2016

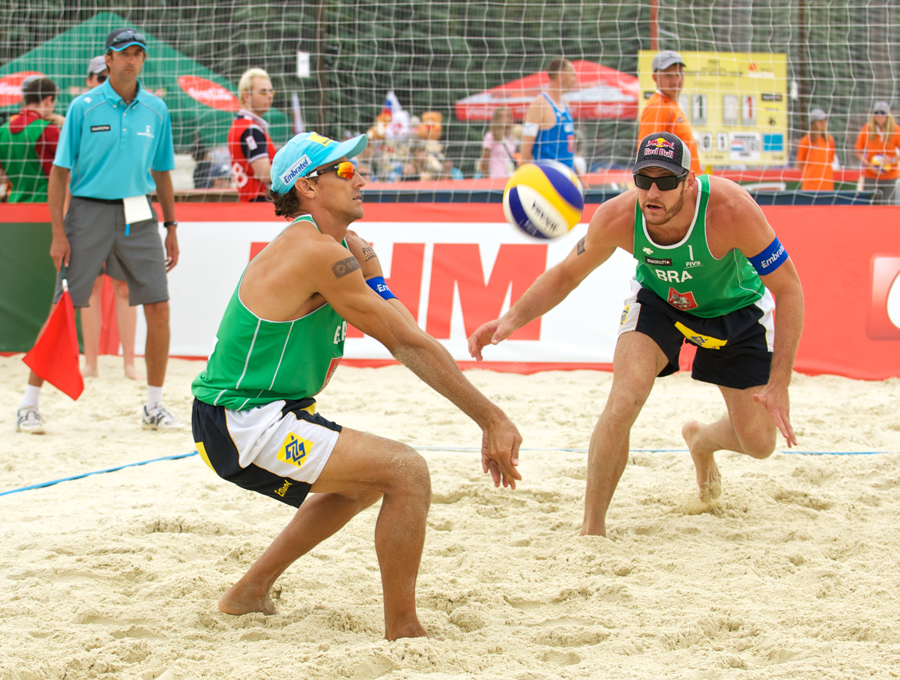
Emanuel (links) en Alison in actie tijdens de Grand Slam in Moskou (2012)

Van 2010 tot en met 2013 vormde Emanuel een duo met Alison Cerutti. Het eerste jaar speelden ze elf toernooien met drie tweede plaatsen (Brasilia, Rome en Praag) als beste resultaat. In 2011 werden ze viermaal eerste (Praag, Peking, Gstaad en Moskou), eenmaal twee (Brasilia) en tweemaal derde (Stare Jabłonki en Åland). Emanuel won met Alison in Rome zijn derde wereldtitel ten koste van Márcio Araújo en Ricardo en behaalde aan het eind van het seizoen ook zijn tiende eindzege in de World Tour. Bovendien wonnen ze bij de Pan-Amerikaanse Spelen in Guadalajara door in de finale het Venezolaanse duo Igor Hernández en Farid Mussa te verslaan. Het duo boekte in 2012 twee overwinningen in Moskou en Berlijn en eindigde viermaal op het podium. In Londen deed Emanuel voor de vijfde keer mee met de Olympische Spelen. Het tweetal won de zilveren medaille, nadat het de finale verloren had van het duo Brink en Reckermann.
In 2013 speelden Emanuel en Alison zeven toernooien in de World Tour met als beste resultaat een vierde plaats in Rome. Bij de WK in Stare Jabłonki eindigde ze eveneens als vierde nadat ze de wedstrijd om het brons verloren van de Duitsers Jonathan Erdmann en Kay Matysik. Aan het einde van het seizoen speelde Emanuel twee toernooien met Evandro Gonçalves Oliveira Júnior; in Moskou eindigde het duo als tweede. Het volgende seizoen vormde Emanuel een team met Pedro Solberg Salgado in de World Tour. Ze deden mee aan negen toernooien met een derde plaats in Den Haag als beste resultaat.
Vanaf augustus 2014 speelde Emanuel weer met Ricardo. Ze waren in eerste instantie actief in de nationale competitie waar ze verschillende podiumplaatsen behaalden alsmede een tweede plaats in de World Tour in São Paulo. In 2015 speelde het duo negen wedstrijden in de World Tour met drie vijfde plaatsen (Moskou, Poreč en Stavanger) als beste resultaat. Daarnaast namen Emanuel en Ricardo deel aan de WK in Nederland waar ze in de achtste finale werden uitgeschakeld door de Amerikanen Nicholas Lucena en Theodore Brunner. In maart 2016 speelde Emanuel zijn laatste FIVB-toernooi in Rio de Janeiro.

## Palmares
Kampioenschappen
- 1996: 9e OS
- 1997: 5e WK
- 1999:  WK
- 2000: 9e OS
- 2001: 5e WK
- 2003:  WK
- 2004:  OS
- 2007:  Pan-Amerikaanse Spelen
- 2007: 4e WK
- 2008:  OS
- 2009: 5e WK
- 2011:  WK
- 2011:  Pan-Amerikaanse Spelen
- 2012:  OS
- 2013: 4e WK
- 2015: 9e WK

FIVB World Tour
- 1995:  Rio de Janeiro Open
- 1995:  Marbella Open
- 1995:  Clearwater Open
- 1995:  Marseille Open
- 1995:  Berlijn Open
- 1995:  Hermosa Open
- 1995:  Espinho Open
- 1995:  Oostende Open
- 1995:  La Baule Open
- 1995:  Tenerife Open
- 1995:  Bali Open
- 1995:  Kaapstad Open
- 1996:  Rio de Janeiro Open
- 1996:  World Series Marbella
- 1996:  World Series João Pessoa
- 1996:  World Series Alanya
- 1996:  Grand Slam Pornichet
- 1996:  World Series Lignano
- 1996:  World Series Tenerife
- 1996:  World Series Jakarta
- 1996:  World Series Carolina
- 1996:  World Series Fortaleza
- 1996:  World Series Durban
- 1996:  FIVB World Tour
- 1997:  Grand Slam Rio de Janeiro
- 1997:  Berlijn Open
- 1997:  Lignano Open
- 1997:  Marseille Open
- 1997:  Klagenfurt Open
- 1997:  Oostende Open
- 1997:  Alanya Open
- 1997:  Tenerife Open
- 1997:  Fortaleza Open
- 1997:  FIVB World Tour
- 1998:  Mar del Plata Open
- 1998:  Rio de Janeiro Open
- 1998:  Toronto Open
- 1998:  Klagenfurt Open
- 1998:  Espinho Open
- 1998:  Tenerife Open
- 1998:  Alanya Open

- 1999:  Mar del Plata Open
- 1999:  Toronto Open
- 1999:  Moskou Open
- 1999:  Stavanger Open
- 1999:  Lignano Open
- 1999:  Klagenfurt Open
- 1999:  Espinho Open
- 1999:  Oostende Open
- 1999:  Vitória Open
- 1999:  FIVB World Tour
- 2000:  Guaruja Open
- 2000:  Toronto Open
- 2000:  Grand Slam Chicago
- 2000:  Stavanger Open
- 2000:  Marseille Open
- 2000:  Espinho Open
- 2000:  Klagenfurt Open
- 2000:  Oostende Open
- 2000:  Vitória Open
- 2001:  Tenerife Open
- 2001:  Gstaad Open
- 2001:  Berlijn Open
- 2001:  Stavanger Open
- 2001:  Lignano Open
- 2001:  Grand Slam Marseille
- 2001:  Espinho Open
- 2001:  Oostende Open
- 2001:  Mallorca Open
- 2001:  Vitória Open
- 2001:  FIVB World Tour
- 2002:  Stavanger Open
- 2002:  Grand Slam Marseille
- 2002:  Cádiz Open
- 2002:  Mallorca Open
- 2002:  Fortaleza Open
- 2003:  Grand Slam Berlijn
- 2003:  Stavanger Open
- 2003:  Grand Slam Marseille
- 2003:  Espinho Open
- 2003:  Grand Slam Los Angeles
- 2003:  FIVB World Tour
- 2004:  Salvador Open
- 2004:  Kaapstad Open
- 2004:  Lianyungang Open
- 2004:  Budva Open
- 2004:  Espinho Open
- 2004:  Gstaad Open
- 2004:  Stavanger Open
- 2004:  Stare Jabłonki Open
- 2004:  Grand Slam Klagenfurt
- 2004:  FIVB World Tour
- 2005:  Shanghai Open
- 2005:  Zagreb Open
- 2005:  Gstaad Open
- 2005:  Grand Slam Stavanger
- 2005:  Sint-Petersburg Open
- 2005:  Stare Jabłonki Open
- 2005:  Grand Slam Klagenfurt

- 2005:  Montréal Open
- 2005:  Athene Open
- 2005:  Salvador Open
- 2005:  Acapulco Open
- 2005:  FIVB World Tour
- 2006:  Zagreb Open
- 2006:  Roseto degli Abruzzi Open
- 2006:  Espinho Open
- 2006:  Grand Slam Gstaad
- 2006:  Grand Slam Stavanger
- 2006:  Marseille Open
- 2006:  Montréal Open
- 2006:  Grand Slam Parijs
- 2006:  Grand Slam Klagenfurt
- 2006:  Stare Jabłonki Open
- 2006:  Acapulco Open
- 2006:  FIVB World Tour
- 2007:  Roseto degli Abruzzi Open
- 2007:  Espinho Open
- 2007:  Grand Slam Parijs
- 2007:  Montréal Open
- 2007:  Grand Slam Klagenfurt
- 2007:  Kristiansand Open
- 2007:  Stare Jabłonki Open
- 2007:  Fortaleza Open
- 2007:  FIVB World Tour
- 2008:  Praag Open
- 2008:  Barcelona Open
- 2008:  Stare Jabłonki Open
- 2008:  Grand Slam Berlijn
- 2008:  Grand Slam Gstaad
- 2008:  Grand Slam Klagenfurt
- 2009:  Brasilia Open
- 2009:  Grand Slam Gstaad
- 2009:  Grand Slam Moskou
- 2010:  Brasilia Open
- 2010:  Shanghai Open
- 2010:  Grand Slam Rome
- 2010:  Montréal Open
- 2010:  Grand Slam Klagenfurt
- 2010:  Kristiansand Open
- 2011:  Brasilia Open
- 2011:  Praag Open
- 2011:  Grand Slam Peking
- 2011:  Grand Slam Gstaad
- 2011:  Grand Slam Moskou
- 2011:  Grand Slam Stare Jabłonki
- 2011:  Åland Open
- 2011:  FIVB World Tour
- 2012:  Grand Slam Peking
- 2012:  Praag Open
- 2012:  Grand Slam Moskou
- 2012:  Grand Slam Rome
- 2012:  Grand Slam Gstaad
- 2012:  Grand Slam Berlijn
- 2013:  Grand Slam Moskou
- 2014:  Grand Slam Den Haag
- 2014:  Grand Slam São Paulo

## Persoonlijk
Rego is sinds 2008 getrouwd met voormalig volleyballer en beachvolleyballer Leila Barros met wie hij een zoon heeft. Daarnaast heeft hij nog een zoon uit een eerder huwelijk.